# Crowded House
Crowded House és un grup de rock format a Melbourne (Austràlia) i liderat pel cantantautor neozelandès Neil Finn. L'activitat de la banda va ocórrer entre el 1986 i 1996, any en què la banda va dissoldre's. Una dècada més tard, l'any 2007 la banda va reunificar-se per continuar la trajectòria musical junts.
Neil Finn és àmpliament reconegut com el compositor principal i el director creatiu de la banda. La resta dels seus componenets són Paul Hester a la bateria i Nick Seymour al baix. Addicionalment, Mark Hart (guitarrista i piano, també membre de Supertramp) va col·laborar en l'àlbum Together Alone (1992) i Recurring Dream (1996) i Tim Finn (compositor i piano, germà de Neil Finn) va participar en l'àlbum Woodface (1990–1992).
L'any 2006 Neil Finn i Nick Seymour es van retrobar per treballar en un nou disc en solitari de Neil Finn. Comprovant la gran química que encara mantenien entre ells dos van decidir tornar a unir-se per treure un nou disc com a Crowded House aprofitant les cançons amb les quals havien estat treballant. Mark Hart va tornar a treballar amb ells com a guitarra i piano, i ocupant el lloc del difunt Paul Hester van contractar a Matt Sherrod. Com a resultat d'aquest treball va sorgir l'any 2007 l'àlbum Time on Earth i una gira mundial. El disc va assolir el número 1 a les llistes d'èxits d'Austràlia.
D'entre les seves cançons més conegudes s'hi pot trobar «Don't dream it's over», «Something so strong», «Better be home soon», «Weather with you», «Fall at your feet», «Instinct», «Locked out» i «Distant sun».

## Origen
Abans de formar Crowded House, Neil Finn i Paul Hester havien participat ocasionalment al grup de rock Split Enz fundada per, entre d'altres, Tim Finn, germà de Neil Finn.
La banda que posteriorment seria Crowded House va néixer amb el nom de The Mullanes l'any 1985 incloent el guitarrista Craig Hooper, antic membre de The Reels. Van firmar un contracte amb Capitol Records i van anar a Los Angeles, on Hooper deixaria en grup. Per petició de l'editorial, van canviar el nom a Crowded House (casa plena de gent) fent referència al petit lloc on vivien tots durant la gravació de l'àlbum, 1902 N. Sycamore street.

## Discografia (àlbums)
- 1988: Temple of Low Men
- 1991: Woodface
- 1993: Together Alone
- 1996: Recurring Dream The Very Best of Crowded House
- 1999: Afterglow
- 2007: Time on Earth

## Top 20 'singles' internacionals
- Don't Dream It's Over
- Something So Strong
- Better Be Home Soon
- Chocolate Cake
- Fall at Your Feet
- Weather With You
- It's Only Natural
- Distant Sun
- Locked Out
- Everything Is Good for You
- Instinct
- Not the Girl You Think You Are
- Don't Stop Now